# ديفيد فريش
ديفيد فريش (بالإنجليزية: David Frisch)‏ هو لاعب كرة قدم أمريكية أمريكي، ولد في 22 يونيو 1970 في كيركوود في الولايات المتحدة.

## وصلات خارجية
- ديفيد فريش على موقع مرجع كرة القدم المحترفة.كوم (الإنجليزية)